# Oxidación de Oppenauer
La oxidación de Oppenauer es una reacción orgánica en la cual, mediante la utilización de un catalizador de alcóxido de aluminio o potasio, es posible oxidar, con gran selectividad, un alcohol secundario a cetona. La reacción puede ocurrir también en forma inversa (reduciendo una cetona a alcohol secundario) y recibe el nombre de reducción de Meerwein-Ponndorf-Verley:

## Mecanismo de reacción

### A) Formación del éter metálico
Inicialmente, se produce una sustitución del alcóxido en el triisopropilato de aluminio formándose un nuevo éter de aluminio e isopropanol.

### B) Oxidación del alcohol
El aluminio cataliza la reacción de transferencia de electrones entre la cetona (se reduce) y el alcohol (se oxida) mediante un intermediario cíclico.

## Usos
La oxidación de Oppenauer es utilizada en la síntesis de numerosos compuestos en la industria farmacéutica, tales como, esteroides, terpenos, alcaloides, etc. 
Algunos ejemplos son:

### Síntesis de codeinona
La codeinona puede ser obtenida a partir de la oxidación de Oppenauer de la codeína.

### Síntesis de progesterona
La progesterona se obtiene por oxidación de Oppenauer de la pregnenolona.